# Persona Q: Shadow of the Labyrinth
Persona Q: Shadow of the Labyrinth (ペルソナQ シャドウ オブ ザ ラビリンス, Perusona Kyū: Shadō Obu Za Rabirinsu) est un jeu vidéo de type dungeon crawler édité et publié par Atlus pour la Nintendo 3DS. Il est sorti le 5 juin 2014 au Japon, le 25 novembre 2014 en Amérique du Nord, le 28 novembre 2014 en Europe et le 4 décembre 2014 en Australie. C'est un spin-off de Shin Megami Tensei: Persona 3 et de Shin Megami Tensei: Persona 4, contenant également des éléments de jeu de la série Etrian Odyssey. 

## Histoire
L'histoire peut se dérouler de deux façons, selon que vous choisissez le protagoniste de Shin Megami Tensei: Persona 3 ou celui de Shin Megami Tensei: Persona 4. Les dialogues varient en fonction du choix du protagoniste.
Après avoir entendu une cloche sonner, les protagonistes de Persona 4 se retrouvent piégés dans une version alternative de leur lycée, Yasogami High. Tandis que les protagonistes de Persona 3 sont téléportés dans la Velvet Room, et se retrouvent soudain eux aussi téléportés dans la version alternative de Yasogami High. Découvrant un labyrinthe dans l'école, les protagonistes rencontrent deux étudiants amnésiques, Zen et Rei, et décident d'explorer le labyrinthe, en combattant les "shadows" à l'intérieur, pour essayer de faire revenir la mémoire à Zen et Rei et trouver un moyen de s'échapper. Les deux groupes d'étudiants exploreront les quatre labyrinthes en faisant retrouver la mémoire à Zen.

## Accueil
- Gamekult : 7/10[3]
- IGN : 8,5/10[4]